# Kusama Naokata

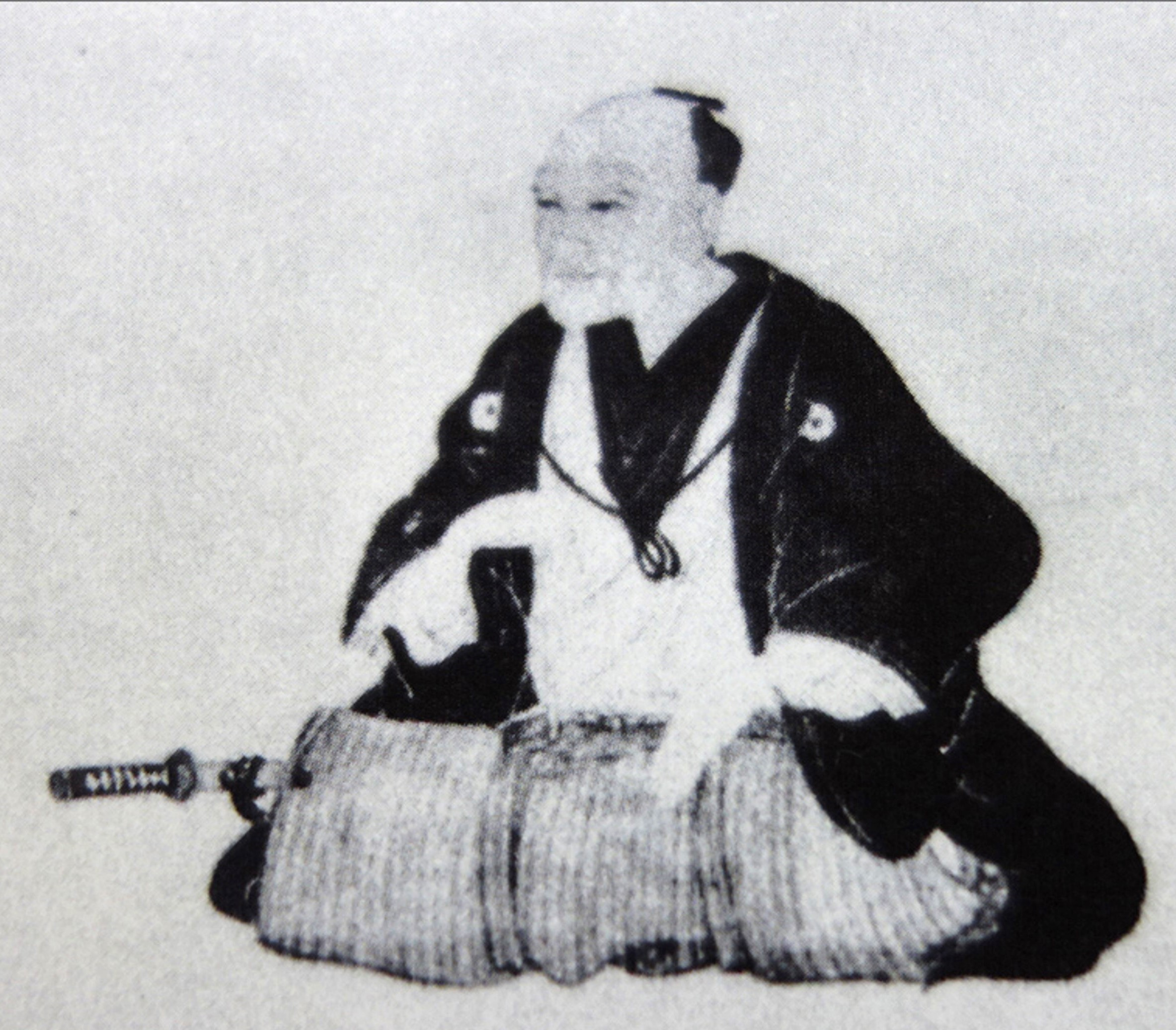
Kusama Naokata

Kusama Naokata (japanisch 草間 直方; geboren 1753 in Kyōto, Provinz Yamashiro; gestorben 7. April 1831 in Osaka, Provinz Settsu) war ein japanischer Geldwechsler und Händler in der späten Edo-Zeit.

## Leben und Wirken
Kusama Naokata war der Sohn von Masuya Yuiemon (桝屋 唯右衛門), einem Kaufmann nahe der Straßenkreuzung Ayanokōji/Karasuma (綾小路通り Ayanokōji-dōri & 烏丸通り Karasuma-dōri) in Kyōto. Im Jahr 1762, im Alter von zehn Jahren, machte er eine Lehre bei der Kyōto-Geldwechsler-Familie Konoike (鴻池家) im Stadtteil Shijō (四条) von Kyōto. Im folgenden Jahr wurde er an den Handelsplatz „Konoike Shinden Kaisho“ (鴻池新田会所) in der Provinz Kawachi versetzt.
Im Jahr 1774, als Naokata 22 Jahre alt war, wurde er von der Familie Kusama, wohnhaft im Stadtteil Amagasaki-chō (尼崎町) von Osaka, einer Zweigfamilie der Konoike, adoptiert und unter dem Namen Konoike Isuke (鴻池 伊助) im Hauptgeschäft im Stadtteil Imabashi (今橋) beschäftigt. Damals war es üblich, einen hervorragenden jungen Mann als Schwiegersohn zu adoptieren. Von den 35 Dienstjahren in der Zentrale wurde er nach 15 Jahren für 5 Jahre Manager in der Ausbildung und war dann die restlichen 15 Jahre als Manager tätig.
Laut dem Kalkulationsbuch der Familie Konoike betrug Naokatas Managerhonorar 3 „Kamme“ Silber (銀3貫500目) – etwa 50 Ryō in Gold – pro Jahr. Sein Einkommen war nicht das höchste, da die maximale Managergebühr 500 Silbermünzen betrug. Im Jahr 1808 bat er um Erlaubnis, ein eigenes Familienunternehmen zu führen, was ihm gewährt wurde.
Zusätzlich zur Führung des eigenen Familienunternehmens beschäftigte sich Kusama mit dem Schreiben und vollendete 1815 das Manuskript von Sanka Zui (三貨図彙) – etwa „Illustrierte Enzyklopädie der drei Münzsysteme“. Es ist eine hervorragende Darstellung der Geschichte des japanischen Geldes, die für ihre Zeit herausragend war und Wirtschaft und Finanzen kommentierte, indem sie die Wirtschaftsbewegungen ruhig beobachtete und rational interpretierte. In einem Klima der Genügsamkeit befürwortete er die Förderung des Konsums und wurde mit seiner transparenten und rationalen wirtschaftlichen Sichtweise auch als Pionier angesehen, der in der Meiji-Zeit zu Fukuzawa Yukichi führte. Von 1819 bis 1821 hatte er eine enge Beziehung zu Kondō Jūzō (1771–1829), dem Hatamoto des Shogunats, der als Kommissar (奉行, Bugyō) in Osaka tätig war. Er unterstützte den blinden Gelehrten Hanawa Hokiichi (塙 保己一; 1746–1821).
Kusumas Schriften sind in „Kusama Isuke ikki“ (草間伊助筆記) im Band 5 der Reihe der Ōsaka-shishi (大阪市史, „Geschichte der Stadt Osaka/Stadtgeschichte von Osaka“), herausgegeben vom Ōsaka-shi sanjikai (大阪市参事会, ~„Magistrat der Stadt Osaka“), zusammengefasst. Darunter befinden sich „Chaki meibutsu zui“ (茶器名物図彙) – „Abbildungen von berühmten Geräten für die Teezeremonie“ und „Koike shinden kaihatsu jiryaku“ (鴻池新田開発事略) – „Konoikes Entwicklungsstrategie für neue Felder“.